# Victor Bayerl
Victor Bayerl (* 8. April 1903 in Lodz (heute: Polen); † 12. Mai 1982 in Leipzig) war ein deutscher Physikochemiker.

## Leben und Wirken

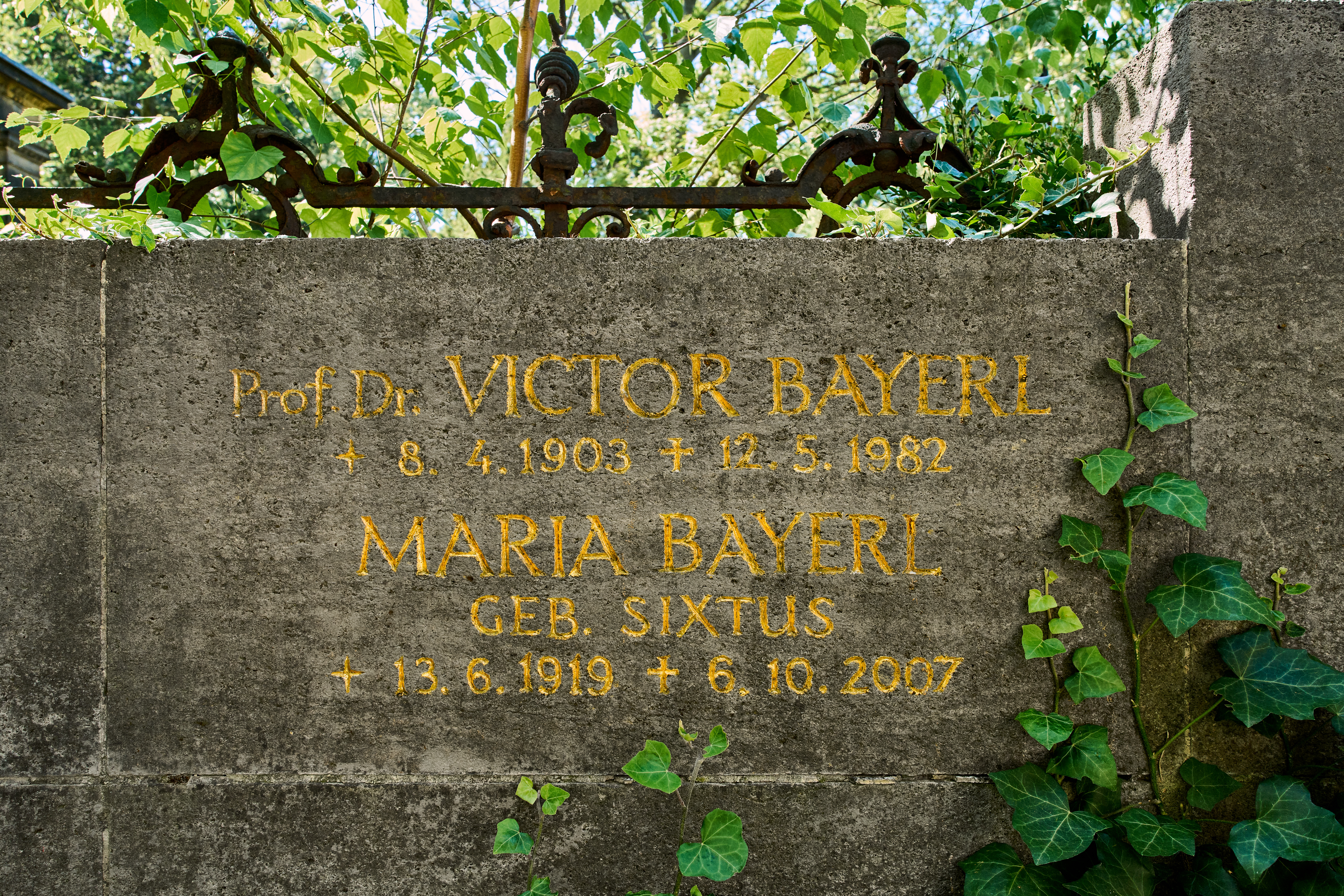
Grabstätte im Familiengrab der Familie Wertheim auf dem Dreifaltigkeitskirchhof II, Feld H

Bayerl wuchs in Berlin auf und machte 1923 das Abitur am dortigen Mommsen-Gymnasium im Bezirk Charlottenburg-Wilmersdorf. Sein Studium der Chemie schloss er 1929 mit dem Diplom ab und wurde im November 1930 in Physikalischer Chemie bei Max Volmer an der Technischen Hochschule Berlin-Charlottenburg zum Dr.-Ing. promoviert. Seine Dissertation schrieb er zu dem Thema „Tröpfchenbildung in übersättigten Dämpfen“. In dieser Zeit war er Forschungsassistent bei Max Volmer an der TH Berlin-Charlottenburg. Nach der Promotion wechselte er in die Industrie und kam über eine Zwischenstation bei der Auergesellschaft im Jahre 1934 zur Pintsch Bamag AG. Dort war er an maßgeblicher Stelle beteiligt an der Planung, Konstruktion und Realisierung von Anlagen zur Aufbereitung von Erdölprodukten in aller Welt. Ebenso war er an der großtechnischen Umsetzung der Fischer-Tropsch-Synthese beteiligt.
Nach dem Krieg folgte er 1945 einer Einladung von Max Volmer, welcher bereits in die Sowjetunion verpflichtet worden war. In Moskau wurde ihm mitgeteilt, dass er an der Entwicklung der sowjetischen Atombombe mitwirken sollte. Nach kurzer Zwischenstation in Agudseri bei Suchumi wurde die Gruppe nach Moskau verlegt. In der Gruppe Volmer war er (zusammen mit Gustav Richter und sowjetischen Mitarbeitern) für die Planung und Errichtung einer Anlage zur industriellen Gewinnung von schwerem Wasser durch fraktionierte Destillation von deuteriumhaltigem Ammoniak verantwortlich. Die Anlage wurde in Norilsk in Sibirien errichtet. 1955 kehrte Bayerl nach Deutschland zurück und kam über eine Zwischenstation am Institut für organisch-chemische Industrie in Leipzig (Direktor: Eberhard Leibnitz) an das Konstruktions- und Ingenieurbüro Chemie (KIB Chemie) in Leipzig, dessen Direktor er 1956 bis zu seiner Pensionierung im Jahre 1969 war. Das KIB Chemie wurde später Teil des Chemieanlagenbau Leipzig-Grimma. 1966 erhielt er eine außerplanmäßige Professur mit einem Lehrauftrag für die Projektierung von Chemieanlagen an der Fakultät für Verfahrenstechnik und Grundlagenwissenschaften der Technischen Hochschule Leuna-Merseburg. Er wurde 1969 pensioniert und starb 1982 in Leipzig.
Bayerl war Inhaber von fünf Patenten sowie Verfasser und Mitherausgeber von Fachpublikationen.
Victor Bayerl wurde auf dem Dreifaltigkeitskirchhof II in Berlin-Kreuzberg in der Familiengrabstätte Georg Wertheims beigesetzt.

## Schriften
- mit Martin Quarg (Hrsg.): Taschenbuch des Chemietechnologen. VEB Deutscher Verlag für Grundstoffindustrie, Leipzig 1963, DNB 454996101.
- mit Hans-Georg Strauß (Hrsg.): Die Vorkalkulation für Investitionen in der chemischen Industrie. VEB Deutscher Verlag für Grundstoffindustrie, Leipzig 1968, DNB 458553549.